# Franco Brezzi
Franco Brezzi (Vimercate, 29 de abril de 1945) é um matemático italiano. É conhecido por suas contribuições à análise numérica, trabalhando com os fundamentos e aplicações do método dos elementos finitos em mecânica estrutural, dinâmica dos fluidos e eletromagnetismo.